# FM OSAKA INFORMATION
『FM大阪 NEWS』（エフエム おおさか ニュース）はFM大阪で放送されている報道番組である。
『FM大阪 INFORMATION』（エフエム おおさか インフォメーション）はFM大阪で放送されている報道以外の情報番組の総称である。

## 概要
2025年1月現在、「NEWS」「WEATHER REPORT」「TRAFFIC REPORT」の3種類を放送している。かつては「SPORTS NEWS」も放送していた。
スポンサーが付いている時間は開始・終了時に「○○の提供でお送りします」「HEADLINENEWS・TRAFFIC REPORT。○○の提供でお送りしました」（後者は土曜14:55のみ）とアナウンスされる。
1990年代前後頃には、5分枠でNEWS・WEATHER REPORT・TRAFFIC REPORT(一部の時間帯を除く)をまとめて放送する場合は「FM大阪 ○○(朝枠…モーニング、昼枠…デイタイム、夕枠…イブニング、夜枠…ナイト)フォーカス」と称していた。BGMが流れるようになったのもこのころからである。
2017年4月1日より同局の愛称が「FM OSAKA」から「FM OH!」に変更されたことに伴い、NEWSとTRAFFIC REPORTのコールジングル・BGMも一新された。提供アナウンスは従来通り。2020年4月1日より同局の愛称が「FM OH!」から「FM大阪」に変更されたが、コールジングル・BGMは引き継いでいる。
NEWS
- 「FM大阪 HEADLINE NEWS」のコールジングルから始まる。
- ニュースを5分間伝える。FM大阪が加盟するJFN各局で放送されるJFN NEWS（未ネット）と同様、著名人以外の容疑者の実名・年齢は原則公表しない。ジングルレスでWEATHER REPORTへ続く。

SPORTS NEWS
- 「FM大阪 SPORTS NEWS」のコールジングルから始まる。
- プロ野球デーゲームの試合結果、中央競馬のG1レースの結果、メジャーリーグ情報などを伝える。ジングルレスでWEATHER REPORTへと続く。なお、台風接近中など緊急時はそのニュースを報じるため一切伝えられない。
- 2021年6月現在放送なし。かつては日曜17:55より放送していた。

WEATHER REPORT
- NEWSとSPORTS NEWSのセットで放送するためコールジングルはなく、キャスターによる「代わってWEATHER REPORTです。」のアナウンスから始まる。関西の天気概況（当日・翌日）と大阪の最高・最低気温のみ伝える（時間帯によっては前者のみの場合もある）。
- 前述の1990年代前後頃の5分枠(FM大阪 ○○フォーカス)で放送する際に、TRAFFIC REPORTが放送されない時間帯(主に朝枠・夜枠)でスポンサーがついている枠には、CM明けに「WEATHER REPORT」のコールジングルがあり、専用BGMも流して放送していた[2]。

TRAFFIC REPORT
- 「FM大阪 TRAFFIC REPORT」のコールジングルから始まる。
- JARTICから大阪近郊の有料・一般道路の交通情報を伝える。在阪他局と異なり、2017年3月までは原則「以上、JARTICでした」と担当者によっては名乗る場合もあったが、原則として担当者の氏名を名乗らずに締めていた[4]が、同年4月より名乗る様になった。

HIT STREET&TRAFFIC REPORT
- HIT STREETに続いてTRAFFIC REPORTが放送される。

## 放送時間
2025年4月現在のもので、★印はスポンサーが付いている。

### NEWS & WEATHER
|    | 月曜 - 木曜 | 金曜  | 土曜   | 日曜   |
| -- | ----------- | ----- | ------ | ------ |
| 8  |             |       | 8:55   | 8:55   |
| 9  |             | 9:55  | 9:55   |        |
| 10 | 10:48       |       |        | 10:55  |
| 11 |             | 11:55 | 11:55  | 11:55  |
| 12 |             |       |        | 12:55★ |
| 13 | 13:37       | 13:37 |        |        |
| 14 |             |       | 14:55★ |        |
| 15 | 15:25       | 15:31 |        |        |
| 16 | 16:54       | 16:55 | 16:55  | 16:55  |
| 17 | 17:55       | 17:55 |        | [ 6 ]  |
| 18 |             |       | 18:25  |        |

※かつては早朝ニュース枠が月曜 - 土曜に5:55・日曜に6:55に、最終ニュース枠が月曜 - 土曜に23:55・日曜に22:55に設定されていた。

### TRAFFIC REPORT
|    | 月曜 - 木曜 | 金曜         | 土曜   | 日曜   |
| -- | ----------- | ------------ | ------ | ------ |
| 6  | 6:53★       | 6:53★        |        |        |
| 7  | 7:30★ 7:52★ | 7:30★ 7:52★  | 7:27★  |        |
| 8  | 8:39 8:57   | 8:29 8:57    | 8:57★  | 8:57★  |
| 9  | 9:19 9:40   | 9:39 9:57    | 9:57★  |        |
| 10 | 10:19       | 10:14        | 10:57  | 10:57  |
| 11 | 11:57       | 11:57        | 11:57★ | 11:57★ |
| 12 | 12:57       |              |        | 12:57★ |
| 13 | 13:39       | 13:39        |        |        |
| 14 | 14:29       | 14:19        | 14:57  |        |
| 15 | 15:27 15:57 | 15:33        | 15:57★ | 15:57★ |
| 16 | 16:57★      | 16:25 16:57★ | 16:57★ | 16:57★ |
| 17 | 17:57       | 17:57        |        | [ 6 ]  |
| 18 | [ 11 ]      | 18:57★       | 18:27  |        |
| 19 | [ 12 ]      | [ 13 ]       |        | 19:57  |

## キャスター
下記のキャスターが主に、NEWS・WEATHERを担当する。ただし日によっては、担当するキャスターが異なる場合もある。
- 服部晃一郎（FM大阪アナウンサー）
- 井川茉代
- 武田英子
- 岡田麻紗巳